# Albánia világörökségi helyszínei
Albánia területéről 2019-ig négy helyszín került fel a világörökségi listára, másik négy helyszín a javaslati listán várakozik a felvételre.
| | Buthróton romvárosa |
| Felvétel: 1992, kiterjesztés: 1999, kisebb módosítás: 2007 |                     |
| Kulturális (III) |                     |
| Hivatkozás: 570, védett terület: 8 591 ha |                     |
| Buthróton területe az ősidők óta lakott volt, de magát a várost feltehetőleg korfui gyarmatosítók alapították. Erődítménye az i. e. 6. századból származik, akropoliszát nagy kőtömbökből épült falakkal vették körül. Az i. e. 4. századra fontos kereskedelmi központtá fejlődött és ekkor élte egyik virágkorát. Időszámításunk kezdetekor római uralom alatt áll, később püspöki székhely lett, majd bizánci fennhatóság alá került, és újra felvirágzott. A 15. században velencei csapatok foglalták el, ekkor hanyatlásnak indult, környéke elmocsarasodott ezért elnéptelenedett. A városban a 20. század elején kezdődtek meg a feltárások. A környéket sár és növényzet borította el ennek köszönhetően Buthróton különböző korokból származó épületei rendkívül jó állapotban maradtak meg. A mai part mellett két i. e. 6. századi fal maradványaira bukkantak. Színháza az i. e. 3. századból származik, a nézőtéren 23 sor maradt épségben. Az akropolisz lábánál két görög templomot azonosítottak. Ezen kívül római fürdőket, egy a korai kereszténység idejéből származó keresztelőkápolnát, valamint számos hétköznapi tárgyat – tányérokat, vázákat, gyertyatartókat- és műalkotásokat tártak fel. |                     |

| | Berat és Gjirokastra történelmi központjai |
| Felvétel: 2005, kiterjesztés: 2008 |                                            |
| Kulturális (II)(IV) |                                            |
| Hivatkozás: 569, védett terület: 58,9 ha, pufferzóna: 136,2 ha |                                            |
| A dél-albániai Drino folyó völgyében fekvő Gjirokastra, valamint Berat városa a balkáni régió oszmán kulturális örökségének fontos helyszínei. Berat területe már évezredekkel ezelőtt is lakott volt. Ma is látható várának nagy része a 13. században épült. A vár területén számos 13. századi bizánci templomot és oszmán kori mecsetet emeltek. A Gjirokastra központjában álló citadellát szintén a 13. században építették, és már a 14. században gazdag földbirtokok alakultak ki a közvetlen közelében. A város fénykorát a 17. században élte, ekkor épült ki a citadellától északra a bazár. A városban több úgynevezett toronyszerű épület, kulla is található. Tágas földszintjükön üzleteket vagy műhelyeket rendeztek be, első emeletüket hidegben, a másodikat melegben lakták. A kullaépítészet a 17. században alakult ki, de a ma is látható házak egy része 19. századi. A belső felületeket, főleg a vendégek fogadására szánt helyiségekben gazdagon, virágmintákkal díszítették. |                                            |

| | A Kárpátok és más európai régiók ősbükkösei |
| Albánia, Ausztria, Belgium, Bosznia-Hercegovina, Bulgária, Csehország, Észak-Macedónia, Franciaország, Horvátország, Lengyelország, Németország, Olaszország, Románia, Svájc, Szlovákia, Szlovénia, Spanyolország és Ukrajna közös világörökségi helyszíne |                                             |
| Felvétel: 2007, kiterjesztés: 2011, 2017 (albániai helyszínek), 2021 |                                             |
| Természeti (IX) |                                             |
| Hivatkozás: 1133, védett terület: 92 023,24 ha, pufferzóna: 253 815,38 ha |                                             |
| Ez a határokon átnyúló, többször kiterjesztett helyszín Európa legnagyobb kiterjedésű ősbükköse, jelenleg 18 ország közös világörökségi helyszíne és összesen 94 védett területből áll. Kezdetben az Északkeleti-Kárpátok déli lejtőin, Szlovákia keleti részén és Ukrajnában található védett területhez összesen 10 természetvédelmi körzet tartozott, ezek közül hat Ukrajnában négy pedig Szlovákiában található. Ezek a védett területek egy 185 kilométer hosszú tengelyen fekszenek, tengerszint feletti magasságuk 210 és 1700 méter között váltakozik. A teljes védett övezet eredetileg háromszáz négyzetkilométert foglalt el, majd 2011-ben a helyszínt öt újabb, Németországban található bükkerdővel egészítették ki. A következő kiterjesztés óta, 2017-től a helyszínhez tartoznak mediterrán területek, az Alpok, a Dinári-hegység és a Pireneusok ősbükkösei is. A két albániai természetvédelmi területen (Gash-völgyi ősbükkös és rrajcai ősbükkös) 1261, illetve 2129 hektáron az emberi tevékenységtől háborítatlan ökoszisztémákban több endemikus, illetve veszélyeztetett növény- és állatfaj védelmére nyílik lehetőség. Az utolsó, 2021-es kiterjesztés során bosznia-hercegovinai, csehországi, észak-macedóniai, franciaországi, lengyelországi és svájci bükkösök kerültek a világörökségi listára. Az ősbükkösöben találhatók a világ legmagasabb és legöregebb bükkfái, és megfigyelhető a bükkerdők fejlődésének valamennyi fázisa. A Kárpátokban őshonos bükkfa a Dinári-hegység mellett csak ezeken a területeken vészelte át a jégkorszakot, majd egy rövid, néhány ezer éves időszak alatt elterjedt az egész kontinensen. Az őserdők a bükkfák felbecsülhetetlen értékű genetikai tárházai. A fák mellett található ökoszisztéma magán viseli a jégkorszak utáni élővilág valamennyi jellegzetességét, gazdag növény és állatvilágnak, köztük több védett fajnak nyújt életteret. |                                             |

| | Ohrid-régió |
| Albánia és Észak-Macedónia közös világörökségi helyszíne |             |
| Felvétel: 1979, kiterjesztés: 1980, 2019 (albániai helyszínek) |             |
| Vegyes (I)(III)(IV)(VI) |             |
| Hivatkozás: 99, védett terület: 94 728,6 ha, pufferzóna: 15 944,4 ha |             |
| Az Észak-Macedónia délnyugati részén fekvő Ohrid-régió és az azonos nevű város a 9. és 10. században az ortodox kereszténység, valamint az oktatás és a szláv kultúra egyik fontos központja volt. A környék már a neolitikum óta lakott volt, ebből a korból eddig több mint 250 régészeti lelőhelyet azonosítottak. A szép természeti környezetben fekvő várost az illírek alapították, majd római korszaka után a 4. században püspöki székhellyé vált. A 9. században számos kolostort alapítottak a környéken, majd a település a 10. század végén egy ideig Sámuel bolgár cár birodalmának fővárosa volt. Ezután szerb fennhatóság alá került, 1394-ben pedig az Oszmán Birodalom részévé vált, egészen 1913-ig. Itt látható a legrégebbi ma is álló szláv kolostor, a Szent Pantaleimon, amely a 11. és a 14. század közötti időszakban festett ikongyűjteményéről is híres. A templomot 2002-ben restaurálták. A 11. században épült Szent Zsófia-templomot a 15. században mecsetté alakították át. Ekkor 11. és 14. századból származó freskóit lefestették, ezeket egy 1950-ben végzett restaurálás során tették újra láthatóvá. 2019-ben a helyszínt kiterjesztették, így most már magába foglalja a tó észak-nyugati, Albániához tartozó részét is, a Lini-félszigetet és azt a part melletti földsávot, ami a félszigetet összeköti az észak-macedóniai határral. A félszigeten a 6. századi ókeresztény lini bazilika maradványai állnak, a vízben három helyen történelem előtti cölöpházak maradványait azonosították. |             |